# Waimiha
Waimiha est une localité rurale située dans le district de Ruapehu de la région de Manawatu-Wanganui dans l’Île du Nord de la Nouvelle-Zélande.

## Situation
Elle est localisée au sud de la ville de Te Kuiti et celle de Benneydale, et au nord de Taumarunui et d’Ongarue.

## Caractéristiques
Le marae local nommé Waimiha est une zone de rencontre tribale des Ngāti Maniapoto du hapū des Te Ihingarangi (en) .
Il inclut la maison de réunion de «Te Ihingarangi».